# Sabine Herrmann (Künstlerin)
Sabine Herrmann (* 1961 in Meißen) ist eine deutsche Künstlerin in Berlin.

## Leben und Werk
Herrmann wuchs in Berlin-Prenzlauer Berg auf. Von 1981 bis 1986 studierte sie an der Hochschule für Bildende Künste Dresden und an der Kunsthochschule Berlin-Weißensee. Sie gründete mit den Berliner Künstlern Klaus Killisch (* 1959), Petra Schramm und Wilfriede Maaß die gleichnamige Galerie in der Werkstatt von Wilfriede Maaß, die von 1988 bis 1998 bestand. Sie war bis 1990 Mitglied des Verband Bildender Künstler der DDR.
1992 ermöglichte ihr ein Stipendium des französischen Kulturministeriums einen einjährigen Aufenthalt in der Villa Arson in Nizza. Seit 1993 ist Sabine Herrmann Mitglied des Vereins der Berliner Künstlerinnen 1867 e. V. Zwischen 1996 und 2001 arbeitete sie, während mehrerer Auslandsaufenthalte, u. a. in Tokio und New York. 1997 wurde sie mit dem Förderpreis Kunst des Energiekonzerns Vattenfall, dem Vattenfall Contemporary, ausgezeichnet.
Seit ihrer Gründung 2006 durch Rob Fitterman beteiligt sich die Künstlerin regelmäßig an den Projekten der internationalen Künstlergruppe collective task.
2010 verhüllte Sabine Herrmann das Altarbild in der Paul-Gerhardt-Kirche in Prenzlauer Berg während der Passionszeit durch eine abstrakte Malerei. Sie hat die Altarbildverhüllungen der folgenden Jahre als zeitgenössisches Kunstprojekt entwickelt und kuratorisch begleitet.
Ihr Werk umfasst großformatige Malereien, Zeichnungen, Grafik und Installationen.

## Ausstellungen (Auswahl)
- 1988: Malarstwo (Einzelausstellung), Galeria TEST, Warschau
- 1989: Bezirkskunstausstellung Berlin
- 1989: Zweite Ausstellung Berliner Junger Künstler, Berlin, Ausstellungszentrum am Fernsehturm
- 1989: Zwischenspiele. Elefanten Press Galerie Berlin und Künstlerhaus Bethanien[4]
- 1991: L’autre Allemagne hors les murs, La Villette, Paris
- 1992: Negresco (Einzelausstellung), KW Kunstwerke, Berlin
- 1992: Profession ohne Tradition, Berlinische Galerie, Berlin
- 2000: German artists + Japanese artists, Plaza-Gallery Tokio
- 2002: Beispiele zeitgenössischer Kunst, Bundeskanzleramt Berlin
- 2007: mines (Einzelausstellung), Raab-Galerie Berlin
- 2012: collective task, Museum of Modern Art New York
- 2017/18: Hinter der Maske, Museum Barberini Potsdam
- 2017: Die unergründliche Tiefe (Einzelausstellung), dkw. Kunstmuseum Dieselkraftwerk Cottbus

## Werke in öffentlichen Sammlungen
Werke von Sabine Herrmann befinden sich in Museumssammlungen und öffentlichen Sammlungen, wie in der Akademie der Künste Berlin, dem Landesmuseum Berlinische Galerie, im Neuen Berliner Kunstverein n.b.k., in der Kunstsammlung der Dresdner Bank AG Frankfurt/Main, im Brandenburgischen Landesmuseum für Moderne Kunst Cottbus, im Märkischen Museum Berlin, in der Kunstsammlung der LBS Potsdam, im International Neuroscience Institute in Hannover im Fraunhofer-Institut für Angewandte Polymerforschung Potsdam, im Kunstmuseum Ahrenshoop sowie in Privatsammlungen wie u. a. in der Fürst Donnersmarck-Stiftung Rheinsberg und in der Kunstsammlung Siegfried Seiz Reutlingen.

## Werke im öffentlichen Raum
- Wandarbeit an der Sporthalle der Grundschule im Hasengrund Berlin-Pankow, 2016 (gemeinsam mit Klaus Killisch)